# 大ヒマラヤ国立公園
大ヒマラヤ国立公園（だいヒマラヤこくりつこうえん、Great Himalayan National Park(GHNP)）はインドのヒマーチャル・プラデーシュ州クッルー県にある国立公園。南北に延びるクッルー渓谷の東側に位置し、ヒマラヤ山脈西部の標高6000mの高山から2000m以下の谷間に広がり、高山帯、雪解け水の流れる4本の渓谷、森林などによって構成される。面積は核心部が905 km2、バッファーゾーンが266 km2、合計1,171 km2。インドの国立公園として1984年に設立された。大ヒマラヤ国立公園は、2014年にユネスコの世界遺産に登録された。
後述するようにグレート・ヒマラヤ国立公園と表記する日本語文献もある。

## 生物学的位置づけ
大ヒマラヤ国立公園は、ユーラシア大陸に広がる旧北区と南アジアの東洋区の二つの生物地理区の境界にあり、インド大陸に住む熱帯性の生物と中央アジアの温帯に住む生物がモザイク状に生息している。また大きな標高差があるため、高山の草原、雪解け水の流れる渓谷、標高2000m以下の川べりの森など25種類もの多様な森林が存在する。絶滅危惧種としてジャコウジカを含む4種の哺乳類、ハイイロジュケイを含む3種の鳥類が生息し、多種の薬草が確認されている。

## 歴史
大ヒマラヤ国立公園の設立経緯を概説する。
1980年代: 1983年、クッルー県のBanjarエリアで、インダス川水系の3つの渓谷、Tirthan、 Sainj および Jiwanal　の分水嶺領域の予備的な調査が始まる。
1984年: ヒマーチャル・プラデーシュ州によって「大ヒマラヤ国立公園」の中心部とバッファーゾーンが公示される。
1987年: 公園の運営計画策定
1988年: 現地住民との協議
1999年: 大ヒマラヤ国立公園がインドで最も新しい国立公園として認定される。生物多様性の維持のためのプロジェクトが完了する。
2014年: ユネスコの世界遺産に登録される。

## 生物
大ヒマラヤ国立公園には31種の哺乳類、209種の鳥類、12種の爬虫類、9種の両生類、125種の昆虫が生息し、維管束植物805種、地衣類192種、苔類12種と蘚類25種が確認されている。公園内はインドの国立公園に関する法律野生生物保護法によって狩猟が禁止されている。

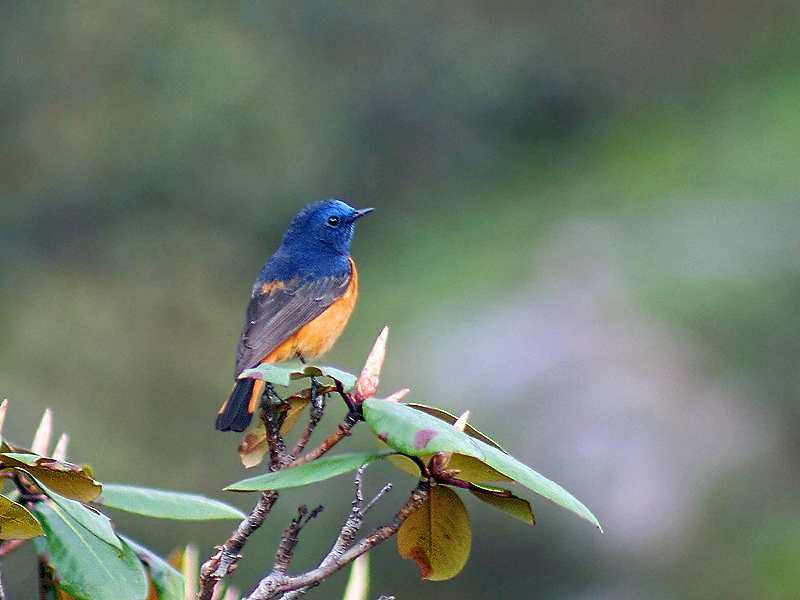
ルリビタイジョウビタキ、クッルー県にて
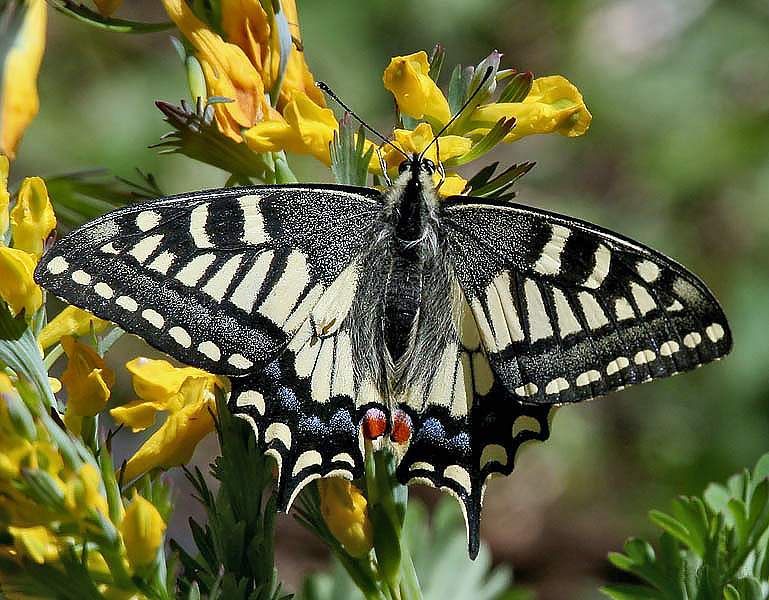
キアゲハ、クッルー県にて

## 世界遺産
大ヒマラヤ国立公園は第37回世界遺産委員会（2013年）で最初に審議された。そのときの推薦名は Great Himalayan National Park である。その審議に先立ち、世界遺産委員会の諮問機関である国際自然保護連合 (IUCN) は、推薦された基準のうち、自然美については既存のヒマラヤ山脈の世界遺産などに比べて顕著な価値を認められないとして退け、生物多様性については潜在的な適用可能性を認めつつ、大ヒマラヤ国立公園（1999年の設立時点で面積 75,400 ha）だけでなく、隣接する2つの野生生物保護区（Sainj and Tirthan Wildlife Sanctuaries, 計 15,100 ha）も含めた「大ヒマラヤ国立公園保護地域」（Great Himalayan National Park Conservation Area）での価値の証明を深化させるべきことなどを示し、「登録延期」を勧告した。実際の委員会審議では一段階上がった「情報照会」決議となったが、示された改善点はIUCNの勧告を踏襲するものとなった。
インド当局は「大ヒマラヤ国立公園保護地域」として推薦書を練り直し、勧告に従って推薦範囲を拡大し、生物多様性に絞って価値の証明を拡充した。それに対する IUCN の勧告は「登録」で、第38回世界遺産委員会（2014年）では勧告通りに登録が認められた。

### 登録名
世界遺産としての登録名は 英語: Great Himalayan National Park Conservation Area、フランス語: Aire de conservation du Parc national du Grand Himalaya で、その日本語名は以下のように揺れがある。
- 大ヒマラヤ国立公園 - 日本ユネスコ協会連盟[9]
- グレート・ヒマラヤ国立公園保護地区 - 世界遺産検定事務局[10]
- グレート・ヒマラヤ国立公園保護地域 - 古田陽久・古田真美[11]
- グレート・ヒマラヤ国立公園 - 月刊文化財[12]

### 登録基準
この世界遺産は世界遺産登録基準のうち、以下の条件を満たし、登録された（以下の基準は世界遺産センター公表の登録基準からの翻訳、引用である）。
- (10) 生物多様性の本来的保全にとって、もっとも重要かつ意義深い自然生息地を含んでいるもの。これには科学上または保全上の観点から、すぐれて普遍的価値を持つ絶滅の恐れのある種の生息地などが含まれる。